# La Mercadera
La Mercadera es un despoblado del término de Rioseco de Soria, localidad y municipio de la provincia de Soria, 
partido judicial de Soria, Comunidad Autónoma de Castilla y León, España. Despoblado de las Tierras del Burgo que pertenece al municipio del mismo nombre.

## Población
Perteneciente a Rioseco de Soria, se encuentra deshabitado desde el año 1951, cuando un decreto bajo el gobierno franquista, ordenó su disolución de esta entidad menor.

## Historia
El Censo de Pecheros de 1528, en el que no se contaban eclesiásticos, hidalgos y nobles, registraba la existencia de 14 pecheros, es decir unidades familiares que pagaban impuestos. Pertenecía a la Comunidad de villa y tierra de Calatañazor.
A la caída del Antiguo Régimen la localidad se constituye en municipio constitucional, entonces conocido como Rioseco y La Mercadera en la región de Castilla la Vieja, partido de Almazán que en el censo de 1842 contaba con 88 hogares y 350 vecinos.
A mediados del siglo XX se produce la despoblación del núcleo.

## Lugares de interés
- Iglesia parroquial de San Miguel, iglesia románica de mitad del siglo XII.

## Fiestas
- San Miguel, fiestas patronales celebradas el 29 de septiembre.